# Діліжанський національний парк
Діліжанський національний парк займає площу 24000 га та розташований в північно-східній частині Республіки Вірменія, в марзі (області) Тавуш. Діліжанський національний парк добре відомий своїми лісовими ландшафтами, багатим біорізноманіттям, лікарськими мінеральними джерелами, природними та культурними пам'ятками. Це один з двох існуючих національних парків в Республіці Вірменія (див. Севанський національний парк).

## Історія
Діліжанський національний парк був створений у 2002 році на базі державного природного заповідника, який, у свою чергу був створений в 1958 році на базі колишніх Діліжанського і Куйбишевського підприємств лісу. Територія нещодавно створеного національного парку залишилася незмінною.
Зміна статусу Діліжанського заповідника на Діліжанський національний парк було обумовлено низкою об'єктивних причин, таких, як неминучість комерційної діяльністі в цьому районі, присутність численних пунктів, включаючи місто Діліжан з мінеральною водою, курорти, залізничної лінії Єреван — Іджеван, що проходить через всю її територію та інші. В наш час[коли?] генеральний план національного парку знаходиться в стадії розробки, в тому числі уточнення меж і відображення економічних, рекреаційних і буферних зон національного парку.

## Географія

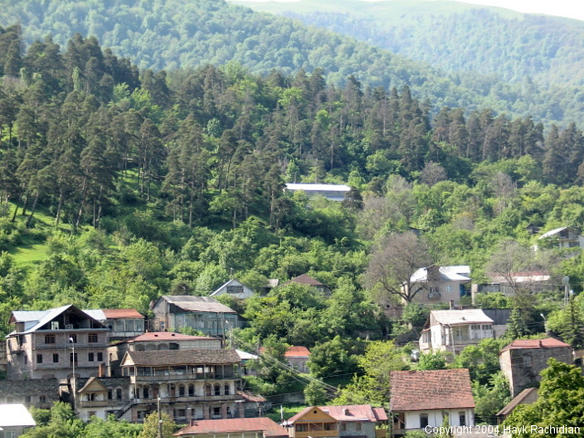
Вигляд на національний парк з Діліжану

Національний парк простягається на схилах Памбаку, Арегуні, Міапору, Іджевану (Каені) та Халабських гір в діапазоні на висоті 1070-2300 м над рівнем моря. Гірські луки над цією висотою не відносяться до національного парку. Річка Агстев і її основні притоки — річки Ховаджур, Штоханаджур, Блдан, Агарцін і Гетік проходять через національний парк. Є озеро Парз («Чисте озеро») та Цркаліч, а також інші дрібні озера.

## Флора та фауна
Флора Діліжанського національного парку включає 902 види судинних рослин, а саме плауни (1 вид), хвощі (1), папороті (12), голонасінні (7) та покритонасінні (881). Близько 40 рідкісних видів рослин ростуть на цій території. 29 видів флори, занесених в Червону книгу зникаючих видів Вірменії та 4 до Червоної книги СРСР. Фауна також дуже багата. Наприклад у національному парку налічується лише 800 різновидів жуків.

## Культурні пам’ятки
Найважливішими культурними пам'ятками, розташованими в Діліжанському національний парку є:
- Монастир Агарцин (X-XIII століття)

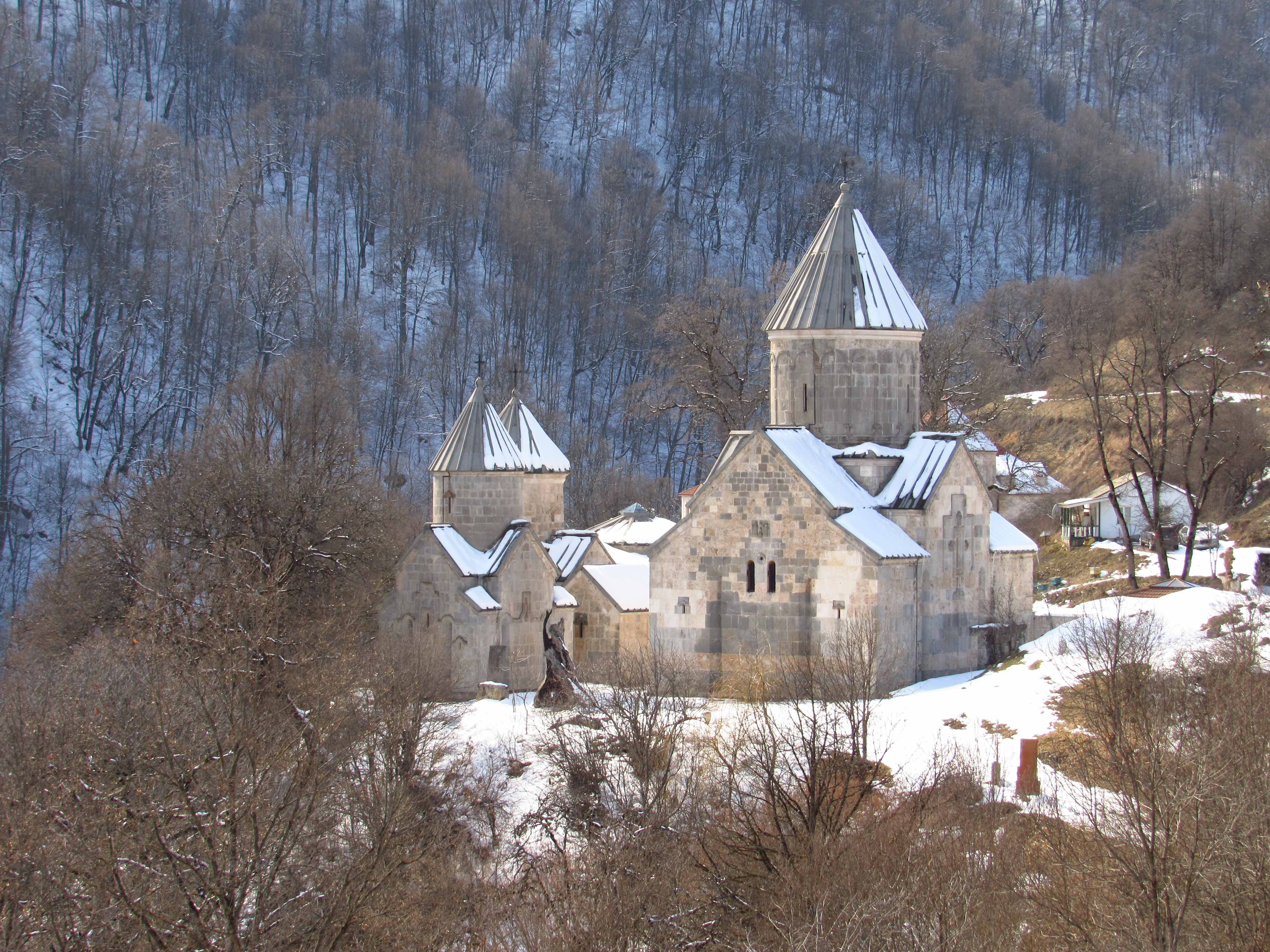
Комплекс монастиря Агарцин

- Монастир Гошаванк (XII-XIII століття)

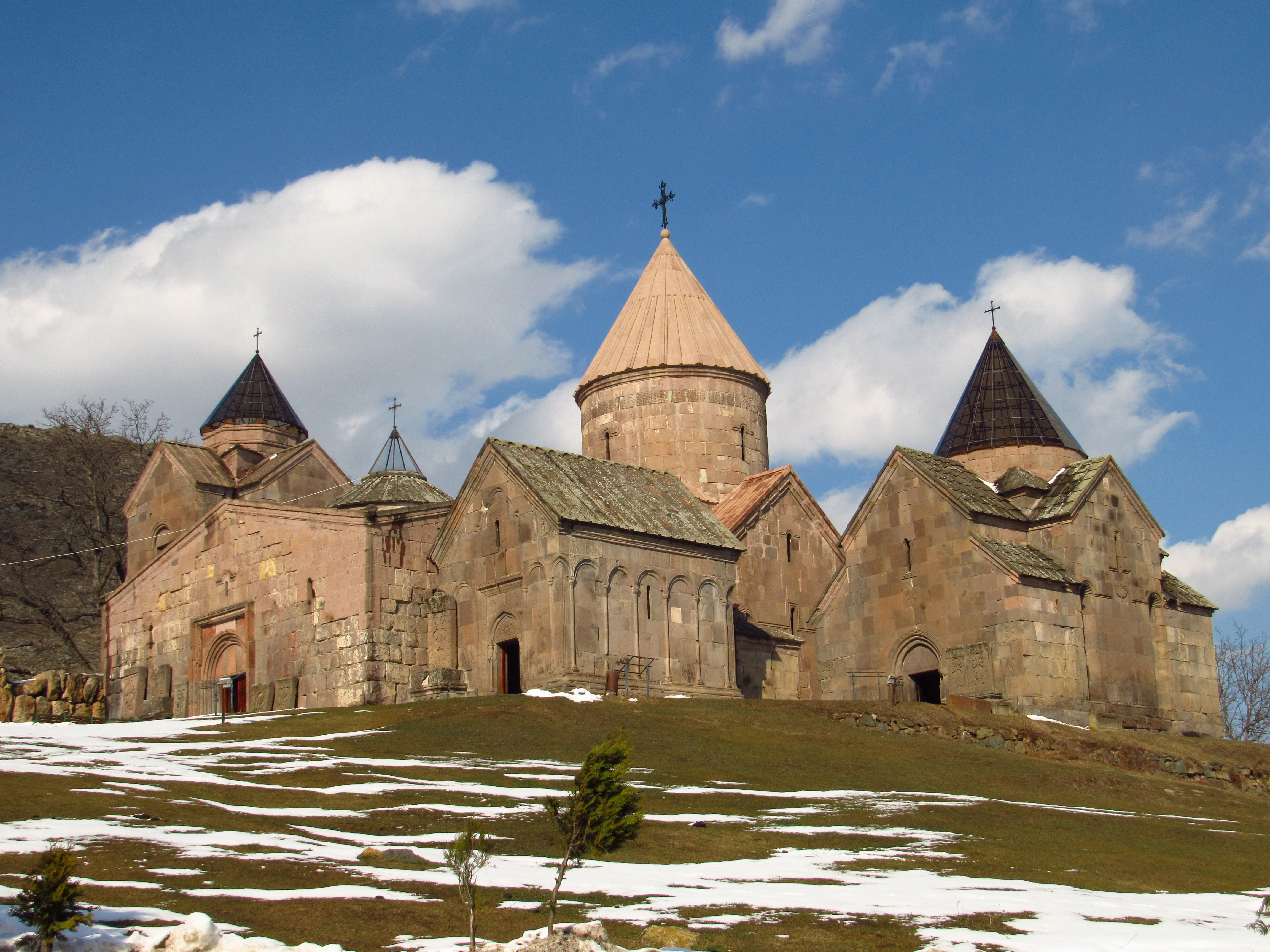
Монастир Гошаванк

- Монастир Джухтак (XI-XIII століття)
- Монастир Матосаванк (X-XIII століття)
- Церква Ахнабат (XI століття).